# Patienteninformation
Unter Patienteninformation oder Gesundheitsinformation versteht man Publikationen mit Informationen für medizinische Laien zu Fragen von Gesundheit und Gesundheitsförderung, zu Krankheit und Untersuchungs- bzw. Behandlungsmöglichkeiten sowie zu Einrichtungen des Gesundheitswesens (z. B. Kliniken, Arztpraxen, Krankenkassen usw.).
Patienteninformationen zu medizinischen Themen sollen insbesondere Patienten, ihre Angehörigen und weitere Interessenten in die Lage versetzen, eine Krankheit beziehungsweise deren Symptome zu verstehen und einzuordnen. Sie sollen über Nutzen, Risiken und Nebenwirkungen informieren, aber auch vor nutzlosen, überflüssigen und schädlichen Maßnahmen warnen.
Gesundheitsinformationen dienen dazu, Entscheidungen über die eigene Gesundheit zu treffen. Eine gut informierte Entscheidung können Patienten nur treffen, wenn sie zwischen Werbung und belegtem Nutzen oder Schaden unterscheiden können. Stützt sich die Gesundheitsinformation nicht auf verlässliche Quellen, kann das Schaden anrichten.
In der Schweiz wird auch die Packungsbeilage von Medikamenten Patienteninformation genannt und im AIPS von Rechts wegen kostenlos veröffentlicht.
Patienten- und Gesundheitsinformationen werden umfangreich im Internet angeboten (siehe Gesundheitsportal).

## Entwicklung von Patienteninformationen
Umfassende und möglichst objektive Patienteninformationen mit medizinischen Inhalten werden – ähnlich wie ärztliche Leitlinien – auf der Grundlage der besten verfügbaren wissenschaftlichen Belege (der sogenannten Evidenz) entwickelt. Solche Patienteninformationen werden auch Patientenleitlinien oder – wenn es sich um systematische Empfehlungen für gesunde Menschen handelt – Gesundheitsleitlinien genannt (siehe z. B. unter Nationale Versorgungsleitlinie).
Evidenzbasierte Patienteninformationen sind wesentliche Bestandteile von Medizinischen Entscheidungshilfen für Patienten.

## Qualität von Gesundheitsinformationen

### Kriterien für gute Gesundheitsinformationen
Medizinisches Wissen entsteht vor allem aus wissenschaftlichen Studien, nicht allein aus ärztlicher Erfahrung. Vertrauenswürdige Gesundheitsinformationen sollten deshalb evidenzbasiert sein. Das bedeutet, sie stützen sich auf wissenschaftliche Studien, die Belege liefern für den Nutzen oder Schaden einer medizinischen Maßnahme.
Gute Gesundheitsinformationen sollten
- auch für medizinische Laien leicht verständlich sein
- neutral und transparent dargestellt sein
- den aktuellen Wissensstand unverzerrt wiedergeben, am besten mit Quellen belegt
- über Nutzen, Risiken und Nebenwirkungen informieren
- mögliche Alternativen zu einer Untersuchung oder Behandlung nennen
- medizinische Wissenslücken eingestehen
- und ansprechen, welche Folgen es hätte, nichts zu tun.

Weiterhin gehören Angaben über Verfasser, Quellen und Finanzierung zu den Kriterien für gute Gesundheitsinformation. Wenn Interessenkonflikte bestehen, etwa, weil ein Autor oder Hersteller am Verkauf einer beschriebenen Leistung verdient, sollte dies unbedingt kenntlich gemacht werden.
Gesundheitsinformationen können dann als schlecht bezeichnet werden, wenn sie einseitig, verkürzt, fehlerhaft oder unsachlich sind. Gefährlich werden kann das, wenn Gesundheitsinformationen dazu führen, dass Menschen sich einer nutzlosen oder schädlichen Behandlung unterziehen.

### Gute Praxis Gesundheitsinformation
Anforderungen an vertrauenswürdige, das heißt von kommerziellen und ideologischen Interessen unabhängige Informationen zu Gesundheit und Krankheit wurden in Deutschland durch das Deutsche Netzwerk Evidenzbasierte Medizin in der „Guten Praxis Gesundheitsinformation“ zusammengestellt.
Hinweise zur Unterscheidung zwischen guten und schlechten Patienten- bzw. Gesundheitsinformationen bietet unter anderem die Verbraucherzentrale durch ihren Faktencheck Gesundheitswerbung.
Ein Programm zur Qualitätsdarlegung von Gesundheitsportalen („Verlässliches Gesundheitswissen“) unterhält das Deutsche Netzwerk Gesundheitskompetenz.